# Liste der Monuments historiques in Baby (Seine-et-Marne)
Die Liste der Monuments historiques in Baby (Seine-et-Marne) führt die Monuments historiques in der französischen Gemeinde Baby auf.

## Liste der Objekte
| Bezeichnung                                 | Beschreibung                                                                                       | Standort                      | Kennzeichnung | Schutzstatus | Datum | Bild           |
| ------------------------------------------- | -------------------------------------------------------------------------------------------------- | ----------------------------- | ------------- | ------------ | ----- | -------------- |
| Truhe                                       | Holz, Schmiedeeisen, 17. Jahrhundert                                                               | in der Kirche Ste-Anne (Lage) | PM77000034    | Classé       | 1976  |                |
| Antiphonar für das Fest der heiligen Anna   | Papier und Leder, 1762                                                                             | in der Kirche Ste-Anne (Lage) | PM77002315    | Inscrit      | 1977  |                |
| Sakristeischrank                            | Eichenholz, 18. Jahrhundert                                                                        | in der Kirche Ste-Anne (Lage) | PM77002373    | Inscrit      | 1977  |                |
| Hauptaltar                                  | Altar mit Retabel, Tabernakel, Wandverkleidung und Reliquiar; Holz, farbig gefasst, und Glas, 1748 | in der Kirche Ste-Anne (Lage) | PM77002374    | Inscrit      | 1977  |                |
| Skulpturengruppe Anna lehrt Maria das Lesen | Holz, farbig gefasst, 17. Jahrhundert                                                              | in der Kirche Ste-Anne (Lage) | PM77002313    | Inscrit      | 1977  |                |
| Drei Hocker für Kantoren                    | Holz, 18. oder 19. Jahrhundert                                                                     | in der Kirche Ste-Anne (Lage) | PM77002318    | Inscrit      | 1977  |                |
| Epitaph für Alexis Jean Durand de Lagny     | Marmor, 1743                                                                                       | in der Kirche Ste-Anne (Lage) | PM77000033    | Classé       | 1938  |                |
| Expositionsnische                           | Holz, vergoldet, 18. Jahrhundert                                                                   | in der Kirche Ste-Anne (Lage) | PM77002316    | Inscrit      | 1977  |                |
| Taufbecken                                  | Stein und Holz, 18. Jahrhundert                                                                    | in der Kirche Ste-Anne (Lage) | PM77002314    | Inscrit      | 1977  | weitere Bilder |
| Skulptur Madonna mit Kind                   | Holz, farbig gefasst, 18. Jahrhundert                                                              | in der Kirche Ste-Anne (Lage) | PM77004870    | Inscrit      | 2007  |                |
| Skulptur Engel                              | Holz, vergoldet, 18. Jahrhundert                                                                   | in der Kirche Ste-Anne (Lage) | PM77002317    | Inscrit      | 1977  |                |
| Kruzifix                                    | Holz, farbig gefasst, 18. Jahrhundert                                                              | in der Kirche Ste-Anne (Lage) | PM77002312    | Inscrit      | 1977  |                |
| Wandlungsglocke                             | Bronze, 1702; gestohlen                                                                            | in der Kirche Ste-Anne (Lage) | PM77002375    | Inscrit      | 1977  |                |
| Skulptur Unterweisung Mariens               | Lindenholz, vergoldet, 18. Jahrhundert                                                             | in der Kirche Ste-Anne (Lage) | PM77004871    | Inscrit      | 2007  |                |